# William Chambers (architetto)

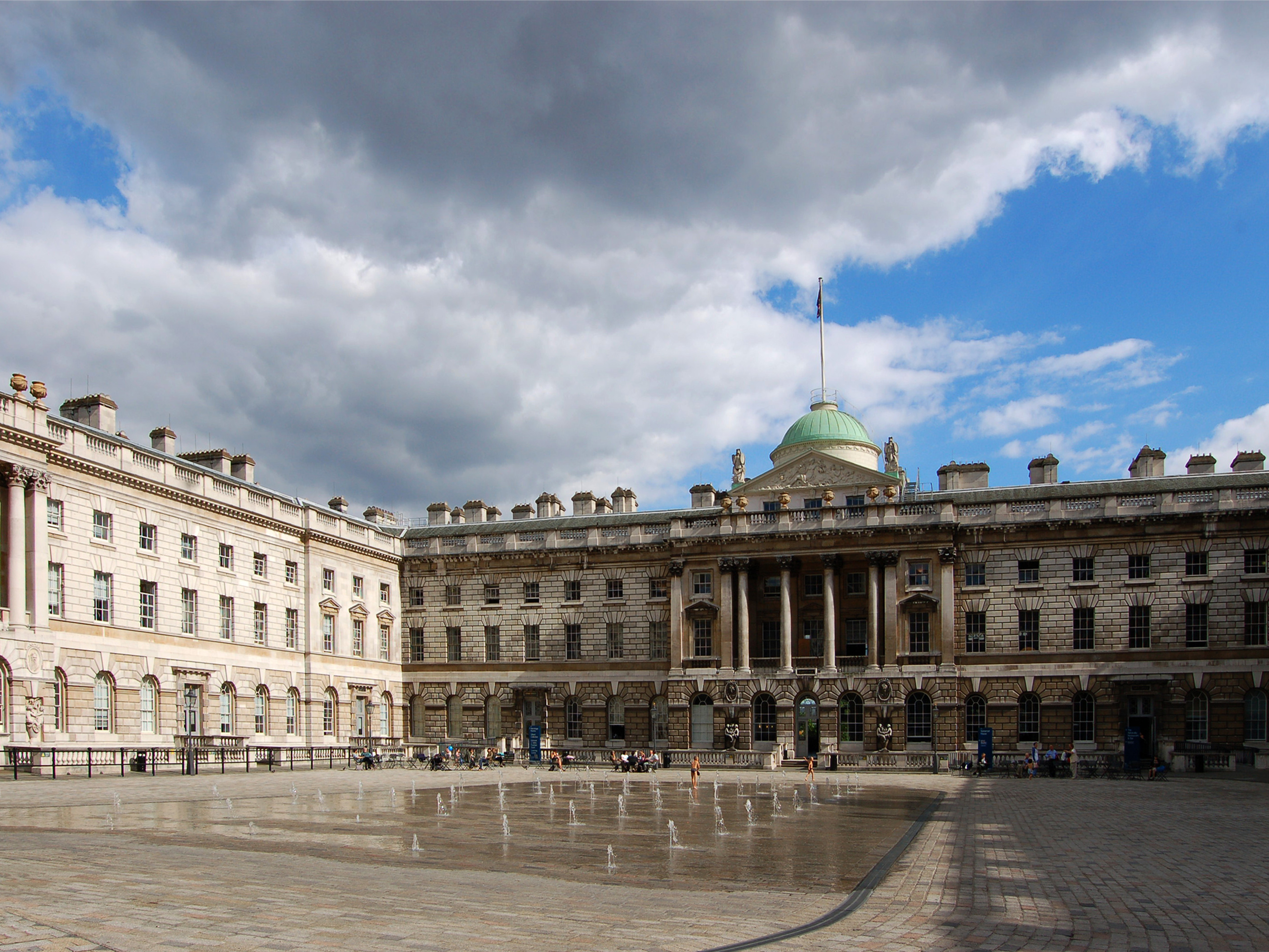
Il giardino centrale della Somerset House, realizzata da Chambers a Londra

Sir William Chambers (Gotemburgo, 27 ottobre 1723 – Londra, 17 febbraio 1796) è stato un architetto britannico.

## Biografia
Nato in Svezia, dove si trovava il padre, un commerciante scozzese, fra il 1740 e il 1749 lavorò alla Compagnia svedese delle Indie orientali, compiendo diversi viaggi in Cina, dove ebbe l'opportunità di studiare l'architettura e l'arte delle decorazioni cinesi.
Tornato in Europa, studiò architettura a Parigi con Jacques-François Blondel e trascorse cinque anni in Italia. Successivamente, tornò nel 1755 in Inghilterra, accompagnato dallo scultore Joseph Wilton e dal disegnatore italiano Giovanni Battista Cipriani e a Londra aprì uno studio da architetto. Per intervento di John Crichton-Stuart, conte di Bute, fu nominato precettore per l'architettura del Principe di Galles, colui che sarebbe diventato re Giorgio III, e anche, con Robert Adam, architetto del Regno. Lavorò per Augusta di Sassonia-Gotha-Altenburg e poi, nel 1757, pubblicò un libro di disegni cinesi che ebbe una certa influenza sul gusto dei suoi contemporanei.
Nel 1759 il suo più serio Treatise on Civil Architecture (Trattato sull'architettura civile) influenzò il settore, ebbe un grande successo e fu ripubblicato nel 1862. La sua influenza fu esercitata anche per mezzo di alcuni dei suoi allievi, fra i quali quel Thomas Hardwick Junior (1752-1825) che lo aiutò nella realizzazione della Somerset House e ne scrisse la biografia.
Nel Neoclassicismo inglese fu il principale rivale di Adam. L'opera di Chambers aveva un taglio più internazionale, ed era influenzata dal Neoclassicismo europeo, che a sua volta fu influenzato da questi. Una seconda visita a Parigi nel 1774 aumentò la sua tendenza a reinterpretare la convenzione di Neoclassicismo e Palladianesimo.
Chambers morì a Londra nel 1796. Fu sepolto nell'Abbazia di Westminster.